# Lavado de dinero

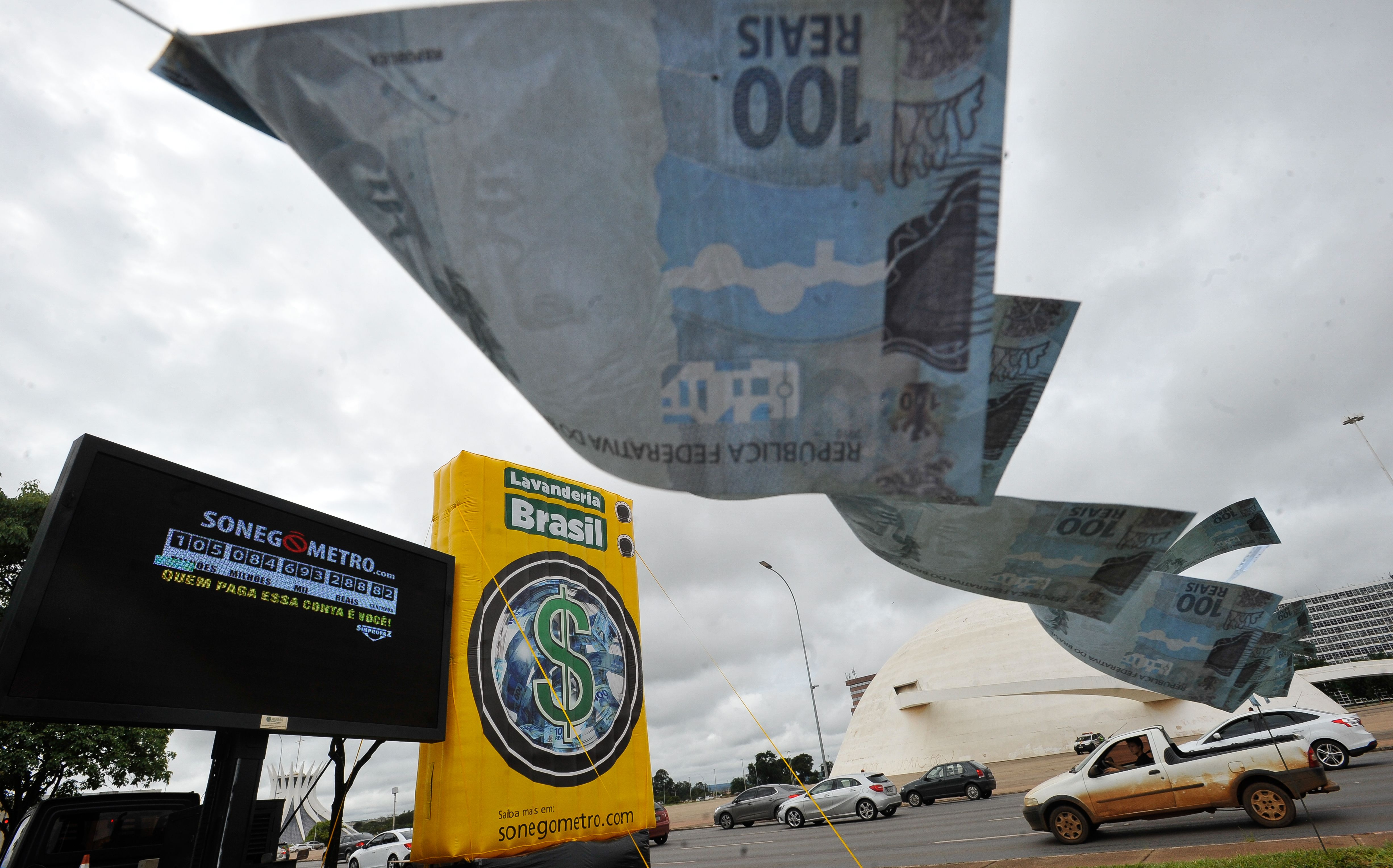
Una lavadora gigante, que simboliza los valores sonegados por lavado de dinero, instalada en la Explanada de los Ministerios, en Brasilia.

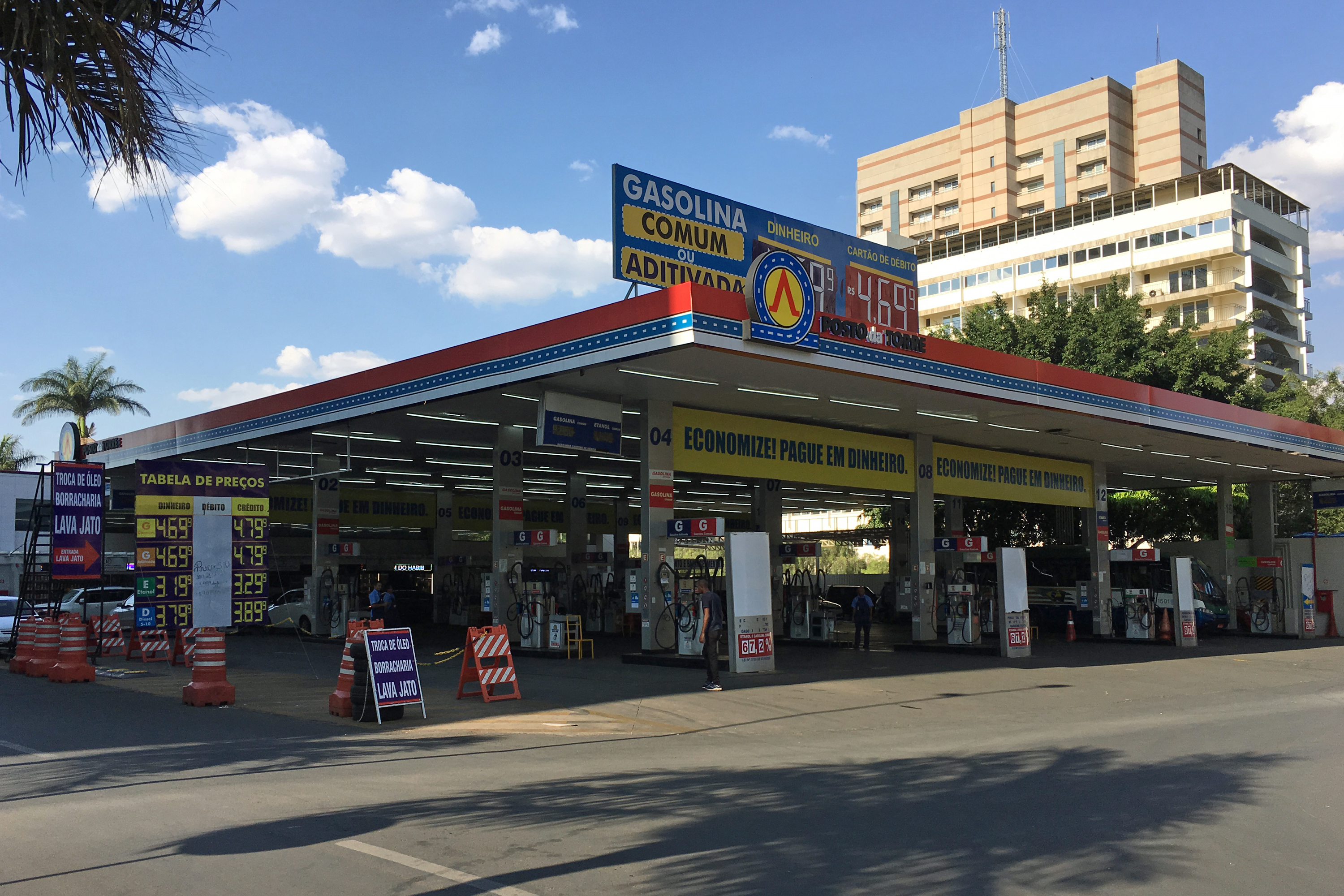
Posto da Torre, Brasília, estación de gasolina donde queda el servicio de lavado de autos ("lava jato" en portugués) que dio el nombre a la Operación Lava Jato.

El lavado de dinero (también conocido como lavado de capitales, lavado de activos, blanqueo de dinero, o blanqueo de capital) es el proceso de cambiar grandes cantidades de dinero obtenidas de delitos, como el narcotráfico, por otras de origen legítimo. Es un delito en muchas jurisdicciones con definiciones diversas. Es una operación esencial del crimen organizado y de la economía sumergida. El blanqueo de capitales comienza con la comisión de un acto delictivo de tipo grave (tal como la obtención de beneficios ilegales en los mercados financieros u otros sectores económicos). El blanqueo de capitales es un delito autónomo que no requiere de una condena judicial previa por la comisión de la actividad delictiva por la que se originaron los fondos.

## Historia
Hay autores que señalan que los delitos financieros, tanto la falsificación como el lavado de dinero, han existido incluso antes de que existiera el dinero tal y como lo conocemos hoy. Así afirma Santos en su artículo Cambio de paradigmas sobre el lavado de activos. Sin embargo, la costumbre de utilizar determinadas prácticas para disfrazar los ingresos procedentes de actividades ilícitas se remonta a la Edad Media, cuando la usura fue declarada delito. Mercaderes y prestamistas burlaban las leyes y la encubrían mediante ingeniosos mecanismos. Fue en ese momento, cuando los piratas se transformaron en pioneros en la práctica del lavado de oro obtenido en los ataques a las naves comerciales europeas que surcaban el Atlántico entre los siglos XVI y XVIII. 
A la piratería clásica se añadieron las prácticas de los bucaneros y filibusteros ayudados encubiertamente por determinados gobiernos europeos. El caso más famoso es el del pirata inglés Francis Drake, que fue armado caballero en su nave por la reina Isabel I de Inglaterra, en recompensa por sus exitosos asaltos a puertos y barcos españoles. En 1612 Inglaterra ofreció a los piratas que abandonaran su profesión, un perdón incondicional y el derecho a conservar el fruto de sus felonías. Una gran parte de las riquezas acumuladas por los corsarios y piratas fueron resguardadas por los herederos de la tradición templar y por los banqueros de la época. Así surgieron los refugios financieros, hoy conocidos como paraísos fiscales, versión moderna de aquellas antiguas guaridas. Con el poderío económico y militar de los piratas y corsarios, las poblaciones europeas y americanas llegaron a creer que tanto el comercio como las finanzas dependían enteramente de ellos. Los gobernantes de la época reconocieron que los tratados y leyes en vigor eran insuficientes en la lucha contra los piratas y convocaron a reconocidos juristas como Hugo Grotius y Francisco de Vittoria para buscar una solución de carácter jurídico. El resultado fue la creación de los primeros conceptos del derecho internacional, de mare nostrum, de mare liberum y la persecución en caliente.
El resultado de estas acciones fue la casi completa eliminación de este fenómeno criminal. La palabra'lavado, tiene su origen en Estados Unidos en los años 20, momento en que las mafias norteamericanas crearon una red de lavanderías para esconder la procedencia ilícita del dinero conseguido a través de sus actividades criminales. El mecanismo consistía en presentar las ganancias procedentes de actividades ilícitas como procedentes del negocio de lavanderías. Dado que la mayoría de los pagos en las lavanderías se hacía en metálico, resultaba muy difícil distinguir que dinero procedía de la delincuencia y cual procedía del negocio legal. En los '70 con la vista puesta en el narcotráfico se advirtió de nuevo el fenómeno del blanqueo de dinero. La recaudación de la venta de droga era depositada en los bancos sin ningún tipo de control. Una vez introducido el dinero en los sistemas financieros oficiales se movía fácilmente por el circuito formal. La expresión fue utilizada por primera vez judicialmente en 1982 en los Estados Unidos al ser confiscado dinero supuestamente blanqueado procedente de la cocaína colombiana.

## Definición
Consiste en ajustar a la legalidad fiscal el dinero procedente de negocios delictivos o injustificables. Es decir, la actividad en la cual una persona u organización criminal, incursionando en un acto delictivo, procesa las ganancias financieras, resultando de actividades ilegales, para tratar de darles la apariencia de recursos obtenidos de actividades lícitas, tales como evasión de impuesto o cualquier otro acto ilícito donde se justifique o evada la realidad procedente del  activo.
El lavado de activos es la conversión o la transferencia de bienes; la ocultación o el encubrimiento de la naturaleza de las ganancias; la adquisición, la posesión o el uso de bienes, a sabiendas de que proceden de actividades delictivas; o la participación o la ayuda en el movimiento de fondos para que las ganancias parezcan legítimas.
El dinero obtenido de ciertos delitos, como la extorsión, el uso de información privilegiada, el narcotráfico y el juego ilegal, es "sucio" y necesita ser "limpiado" para ser derivado de actividades legales. Los bancos y otras instituciones financieras lo tratarán sin sospechar. El dinero puede blanquearse mediante muchos métodos que varían en complejidad y sofisticación.
El blanqueo de capitales suele consistir en tres pasos: El primero consiste en introducir el dinero en efectivo en el sistema financiero por algún medio ("colocación"); el segundo implica la realización de complejas transacciones financieras para camuflar el origen ilegal del dinero en efectivo ("estratificación"); y, por último, la adquisición de la riqueza generada por las transacciones de los fondos ilícitos ("integración"). Algunos de estos pasos pueden omitirse, dependiendo de las circunstancias. Por ejemplo, no sería necesario colocar los ingresos no monetarios que ya están en el sistema financiero.

## Clases de dinero negro
- Dinero negro en sentido estricto: es aquel que procede de actividades ilegales (robo, malversación de fondos, narcotráfico, tráfico de armas, prostitución, contrabando, etcétera). No puede ser declarado a la hacienda pública porque supondría una confesión del delito en cuestión. Como producto de actividades ilegales, el dinero negro puede ser un indicio de dichas actividades (la persona tiene una riqueza inexplicable). En estos casos, al procedimiento mediante el cual el dinero negro se hace pasar por dinero obtenido legalmente se le denomina blanqueo de capitales (lavado de dinero), y su objetivo es hacer que ese dinero tribute y figure oficialmente como procedente de una actividad lícita.
- Dinero negro en sentido amplio (también llamado en ocasiones dinero sucio): es todo dinero que no haya sido declarado, sea cual sea el motivo. El caso más frecuente es la evasión de impuestos. Como producto de la evasión de impuestos, el dinero negro puede suponer un problema para su propietario, puesto que es un indicio claro de un posible delito fiscal, y debe tratar de ocultar a la hacienda pública su existencia (evitando, por ejemplo, las entidades bancarias y gastándolo en bienes que no dejen rastro fiscal).

## Técnicas de lavado de dinero
Aunque la mayoría de las metodologías pueden clasificarse en unos pocos tipos, el blanqueo de capitales puede adoptar varias formas. Entre ellas están "los métodos bancarios, el pitufeo [también conocido como estructuración], los cambios de moneda y la doble facturación".
Son muchos los procedimientos para lavar dinero, de hecho, la mayoría están interrelacionados y suelen suceder de forma simultánea o sucesiva. Una característica común es que el lavado del dinero, en especial si es de grandes cantidades, suele costar una parte del dinero que se lava, por ejemplo, en forma de sobornos.
A continuación, se relacionan los procedimientos más comunes de lavado de dinero:
- Acogerse a ciertos tipos de amnistías fiscales: Por ejemplo,en países como Argentina, son aquellas que permiten que el defraudador regularice dinero en efectivo.[8][9]
- Blanqueo basado en el comercio: Este método es una de las formas más nuevas y complejas de blanqueo de dinero. Consiste en infravalorar o sobrevalorar las facturas para disfrazar el movimiento de dinero. Por ejemplo, el mercado del arte ha sido acusado de ser un vehículo ideal para el blanqueo de dinero debido a varios aspectos únicos del arte, como el valor subjetivo de las obras de arte y el secreto de las casas de subastas sobre la identidad del comprador y el vendedor.
- Casinos: En este método, un individuo entra en un casino y compra fichas con dinero ilícito. A continuación, el individuo jugará durante un tiempo relativamente corto. Cuando la persona canjea las fichas, espera recibir el pago en un cheque o, al menos, obtener un recibo para poder reclamar los ingresos como ganancias del juego.
- Complicidad de la banca: Hay casos en que las organizaciones de lavado de dinero gozan de la colaboración de las instituciones financieras (a sabiendas o por ignorancia), dentro o que están fuera del mismo país, las cuales dan una justificación a los fondos objeto del lavado de dinero.
- Compraventa de bienes o instrumentos monetarios: Inversión en bienes como vehículos, inmuebles, etc. (los que a menudo son usados para cometer más ilícitos) para obtener beneficios monetarios de forma legal. En muchos casos el vendedor tiene conocimiento de la procedencia del dinero negro que recibe, e incluso puede ser parte de la organización de lavado de dinero. En esos casos, la compra de bienes se produce a un precio muy por debajo de su coste real, quedando la diferencia como comisión para el vendedor. Posteriormente el blanqueador vende todo o parte de lo que ha adquirido a su precio de mercado para obtener dinero lícito. Este proceso puede repetirse, de tal modo que los productos originalmente ilícitos son pasados de una forma a otra sucesivamente para así enmascarar el verdadero origen del dinero que permitió adquirir los bienes. Además, con cada transformación se suele disminuir el valor de los bienes para que las transacciones no resulten tan evidentes.
- Contrabando de efectivo: Es el transporte del dinero objeto del lavado hacia el exterior. Existen algunas ocasiones en las cuales los blanqueadores de activos mezclan el efectivo con fondos transportados de otras empresas, para así no dejar rastro del ilícito.
- Contrabando de efectivo a gran escala: Implica el contrabando físico de efectivo a otra jurisdicción y su depósito en una institución financiera, como un banco con ventajas fiscales, que ofrece un mayor secreto bancario o una aplicación menos rigurosa del blanqueo de capitales.
- Corrupción bancaria: En este caso, los blanqueadores de dinero o los delincuentes compran una participación de control en un banco, preferiblemente en una jurisdicción con controles débiles de blanqueo de dinero, y luego mueven el dinero a través del banco sin escrutinio.
- Criptomonedas: Debido a que las transacciones de varias criptomonedas son anónimas y tienen un escaso control gubernamental, esas transacciones pueden lavar dinero, por ejemplo, los ataques ransomware, especialistas en la Internet profunda, tráfico de drogas, etcétera.
- El viaje de ida y vuelta: En este caso, el dinero se deposita en una sociedad extranjera controlada en el extranjero, preferiblemente en un paraíso fiscal donde se mantienen registros mínimos, y luego se envía de vuelta como inversión extranjera directa, exenta de impuestos. Una variante de esto es transferir el dinero a un bufete de abogados o a una organización similar como fondos a cuenta de los honorarios, luego cancelar el anticipo y, cuando se remite el dinero, representar las sumas recibidas de los abogados como un legado en virtud de un testamento o producto de un litigio.
- Empresas fantasma (shell company): También conocidas como empresas de papel, compañías de fachada o de portafolio. Son empresas legales, las cuales se utilizan como cortina de humo para enmascarar el lavado de dinero. Esto puede suceder de múltiples formas, en general, la compañía de fachada desarrollará pocas o ninguna de las actividades que oficialmente debería realizar, siendo su principal función aparentar que las desarrolla y que obtiene de las mismas el dinero que se está lavando. Lo habitual es que de dicha empresa solo existan los documentos que acrediten su existencia y actividades, no teniendo presencia física ni funcionamiento alguno más que sobre el papel.
- Empresas ficticias y fideicomisos: Los fideicomisos y las empresas ficticias ocultan a los verdaderos propietarios del dinero. Dependiendo de la jurisdicción, los fideicomisos y los vehículos corporativos no necesitan revelar su propietario real.
- Estructuración: El pitufeo es un método de colocación por el que el dinero en efectivo se divide en depósitos de dinero más pequeños, utilizados para eludir la sospecha de blanqueo de dinero y evitar los requisitos de información contra el blanqueo de dinero. Un subcomponente de este método consiste en utilizar cantidades más pequeñas de efectivo para comprar instrumentos al portador, como giros postales, y luego depositarlos finalmente, también en pequeñas cantidades.
- Falsas facturas de importación / exportación o “doble facturación": Aumentar los montos declarados de exportaciones e importaciones aparentemente legales, de modo que el dinero negro pueda ser colocado como la diferencia entre la factura "engordada" y el valor real.
- Fraude de facturas: Un ejemplo es cuando un delincuente se pone en contacto con una empresa diciendo que los datos de pago del proveedor han cambiado. A continuación, proporcionan unos datos alternativos y fraudulentos para que les paguen dinero.
- Garantías de préstamos: Adquisición de préstamos legalmente, con los cuales el blanqueador puede obtener bienes que aparentarán haber sido obtenidos de forma lícita. El pago de dichos préstamos hace efectivo el blanqueo.
- Mezclar: Las organizaciones suman el dinero recaudado de las transacciones ilícitas al capital de una empresa legal, para luego presentar todos los fondos como rentas de la empresa. Esta es una forma legal para no explicar las altas sumas de dinero. Para este tipo actuación son especialmente interesantes empresas que funcionan, por ejemplo, restaurantes, casinos o lavaderos de coches.[10]
- Negocios con gran cantidad de efectivo: En este método, una empresa que se espera que reciba una gran proporción de sus ingresos en forma de dinero en efectivo utiliza sus cuentas para depositar dinero en efectivo derivado de actividades delictivas. Este método de blanqueo de capitales hace que a menudo se superpongan la delincuencia organizada y la delincuencia empresarial. Dichas empresas suelen operar abiertamente y, al hacerlo, generan ingresos en efectivo procedentes de negocios incidentales legítimos, además del efectivo ilícito. En estos casos, la empresa suele reclamar todo el efectivo recibido como ingresos legítimos. Las empresas de servicios son las más adecuadas para este método. Estas empresas tienen pocos o ningún coste variable o una gran proporción entre los ingresos y los costes variables, lo que dificulta la detección de discrepancias entre los ingresos y los costes. Algunos ejemplos son los aparcamientos, los clubes de estriptis, los salones de bronceado, los autolavados (de este el nombre lava jato), los salones recreativos, los bares, los restaurantes, los casinos, las barberías, los cines, las jugueterías, las tiendas de bicicletas, los complejos turísticos de playa y las tiendas de productos secos.
- Otros juegos de azar: El dinero se gasta en apuestas, preferentemente en juegos de alta probabilidad. Una forma de minimizar el riesgo con este método es apostar a todos los resultados posibles de algún evento que tenga muchos resultados posibles, de modo que ningún resultado tenga probabilidades cortas, y el apostador perderá sólo la comisión de la casa de apuestas y tendrá una o más apuestas ganadoras que pueden mostrarse como la fuente del dinero. Las apuestas perdedoras permanecerán ocultas.
- Salarios en negro: Una empresa puede tener empleados no registrados sin contratos escritos y pagarles sueldos en efectivo. Se puede utilizar dinero sucio para pagarles.
- Transferencias bancarias o electrónicas: Uso de Internet para mover fondos ilícitos de una entidad bancaria a otra u otras, sobre todo entre distintos países, para así no dar cuenta de las altas sumas de dinero ingresado. Para hacer más difícil detectar el origen de los fondos, es habitual dividirlos en entidades de distintos países, y realizar transferencias sucesivas.
- Transferencias inalámbricas o entre corresponsales: Las organizaciones de lavado de dinero pueden tener ramificaciones en distintos países, por lo tanto, la transferencia de dinero de una a otra organización no tiene por qué resultar sospechosa. En muchos casos, dos o más empresas aparentemente sin relación resultan tener detrás a la misma organización, que transfiere a voluntad fondos de una a otra para así enmascarar el dinero negro.

## Técnicas contra el lavado de dinero
En 1989 se creó el Grupo de Acción Financiera Internacional (GAFI o en inglés Financial Action Task Force - FATF). En 1990, el GAFI emitió sus 40 recomendaciones contra el lavado de activos, las cuales, a pesar de no ser vinculantes, han servido de guía para la mayoría de los estados en la prevención y represión de esta conducta. Las 40 recomendaciones se han modificado, interpretado y actualizado en varias oportunidades ampliando sus objetivos a combatir la financiación del terrorismo y la criminalidad organizada. 
Son muchas las formas por medio de las cuales los países han buscado firmemente el medio de combatir el lavado de dinero. Luego de la creación del GAFI, se han sumado varias organizaciones a nivel regional para luchar contra estas malas prácticas financieras, como por ejemplo el Gafisud (GAFILAT). Esta tendencia, ha representado grandes avances para que las naciones se reúnan y pongan mano firme frente al lavado de dinero y muchos otros delitos fiscales que afectan a la sociedad.
Además de las organizaciones nacidas en el mundo para batallar el lavado de dinero, también se han firmado tratados internacionales en los cuales el blanqueo de activos tiene protagonismo. Su objetivo no es otro que intentar supervisar todos aquellos fondos de procedencia sospechosa y aplicar muy fuertes sanciones económicas y penales a los implicados.

### Listas negras
Las listas negras (o black list en inglés), son listas públicas que emiten organizaciones gubernamentales con nombres de individuos y/o compañías que han sido identificadas en el delito de lavado de dinero o financiamiento al terrorismo. Las organizaciones que emiten una lista son:
- OFAC (Office of Foreign Assets Control)
- BIS (Bureau of Industry and Security)[12]
- OFSI (Office of Financial Sanctions Implementation)[13]

### La ONU en la lucha
En 1998 la ONU realizó el primer gran acuerdo internacional para luchar contra el lavado de dinero en el cual se crearon los principios de una cooperación jurídica internacional en materia penal para el lavado de dinero. La gran mayoría de las organizaciones internacionales apoyan todo acuerdo para combatir el lavado de dinero a nivel mundial, éstas son:
- ONU (Organización De Las Naciones Unidas)
- OEA (Organización De Estados Americanos)
- UE (Unión Europea)
- OTAN (Organización Tratado Atlántico Norte)
- Consejo de Europa
- BM (Banco Mundial)
- FMI (Fondo Monetario Internacional)

### Países con casos históricos en la lucha contra el lavado de dinero
Si tomamos algunos países de América, existen acuerdos multilaterales para la prevención y combate del lavado de dinero, por ejemplo:
- En Argentina la lucha contra el lavado de dinero es realizada a través de Unidad de Información Financiera (según se desprende de su página web, de acceso público, "...La Unidad de Información Financiera de la República Argentina (UIF) es un organismo, encargada del análisis, tratamiento y transmisión de información, a los efectos de prevenir e impedir el Lavado de Activos (LA), la Financiación del Terrorismo (FT), y los Delitos Económico-Financieros complejos (DEC). La actividad de la UIF se desarrolla en torno al control, detección, investigación y sanción de los delitos de LA/FT/DEC de modo de contribuir a reforzar el sistema financiero y el resguardo del orden socio económico...").[14]
- En Chile mediante la ley número 19.913 de 2003, se creó la Unidad de Análisis Financiero, cuyo rol es prevenir e impedir la utilización del sistema financiero para la comisión del delito de lavado de activos y financiamiento al terrorismo.[15]
- En Estados Unidos se expidió en el año de 1986, la Ley de Control de Lavado de Dinero, la cual tipifico el delito, sancionándolo hasta con 20 años de prisión.
- En Colombia se dio lugar a un compromiso de cooperación para la prevención y represión del lavado de dinero, el cual fuera consecuencia de cualquier actividad contra la ley entre el Gobierno de la República del Paraguay y el Gobierno de la República de Colombia. Las Entidades vigiladas por la Superintendencia Financiera de Colombia, deben implementar un Sistema de Administración del Riesgo de Lavado de Activos y Financiación del Terrorismo, denominado SARLAFT, de acuerdo con lo estipulado en el Capítulo Undécimo de la Circular Básica Jurídica 007 de 1996. A su vez, la Superintendencia de Sociedades, de acuerdo con la circular 100-00005 del 14 de junio de 2014, obliga a las empresas que como mínimo obtengan ingresos brutos por un monto igual o superior a los 160,000 salarios brutos deben implementar un "Sistema de Autocontrol y Gestión del Riesgo de lavado de Activos y Financiación del Terrorismo" (SAGRLAFT).
- En Paraguay también se firmó un acuerdo en conjunto con Estados Unidos para auxiliarse en la prevención del lavado de dinero derivado del narcotráfico y en la ayuda mutua.
- En Panamá se establece el Convenio centroamericano para la prevención y la represión de los delitos de lavado de dinero relacionados con el narcotráfico y los delitos derivados.
- En República Dominicana tuvo lugar el convenio entre Centroamérica y República Dominicana para el combate contra el lavado de dinero y los delitos que derivan de este.
- Países como Italia y España están en constante lucha contra este problema.
- El 2003 la Asamblea General de las Naciones Unidas ratificó el primer tratado mundial contra la corrupción en el cual indica que todo dinero obtenido por medio del delito de lavado de dinero y sus derivados sea devuelto a los países de donde fueron sustraídos. A este tratado lo llamaron Convención contra la Corrupción, el cual propone penas a delitos como el soborno, lavado de dinero y malversación de fondos públicos. Este acuerdo es un arma favorable internacionalmente para combatir el lavado de dinero y los delitos que proceden de ello.
- El 2005 en México se firmó un tratado de asistencia jurídica con el Gobierno de Suiza para acelerar la obtención de información financiera en las investigaciones puestas en marcha por el ilícito de lavado de dinero. El 11 de octubre de 2012 se publicó en el Diario Oficial de la Federación la Ley Federal de Prevención e Identificación de Operaciones con Recursos de Procedencia Ilícita, el cual entró en vigor el 12 de julio de 2013.[16]
- Venezuela es otro de los países que actualmente está en constante lucha contra este problema.

La comunidad internacional ha resaltado su preocupación frente al tema del lavado de dinero a través de:
- La Convención de Naciones Unidas contra el Tráfico Ilícito de Estupefacientes y Sustancias Controladas, la cual es más conocida en el mundo entero como la Convención de Viena, donde se elaboraron recomendaciones para la fuerte lucha contra el lavado de dinero en el mundo entero.
- El Convenio del Consejo de Europa relativo al lavado de dinero, identificación, embargo y confiscación de los productos del delito, más popularmente conocido como el Convenio de Estrasburgo, en el cual se establece la cooperación entre los países suscritos al tratado de apoyarse en las investigaciones y procedimientos judiciales en cuanto al lavado de dinero.
- La Convención de las Naciones Unidas contra la Delincuencia Organizada Transnacional, la cual se inició en el 2000 y en la cual los Estados miembros deberán considerar ciertas acciones como delitos graves, dentro de ellas encontramos como ilícito la participación en ilegalidades como el lavado de dinero y uno de los puntos más importantes acordados en este pacto fue que por primera vez las empresas pasan a formar parte de un proceso judicial y pueden ser afectadas con fuertes castigos económicos en el caso de que se vean envueltas en alguna situación de lavado de dinero.